# Isai Rodriguez
Isai Rodriguez (* 13. März 1998 in Enid, Oklahoma) ist ein US-amerikanischer Leichtathlet, der im Mittel- und Langstreckenlauf an den Start geht. 2023 siegte er über 10.000 Meter bei den Panamerikanischen Spielen in Santiago de Chile.

## Sportliche Laufbahn
Isai Rodriguez wuchs in Ringwood in Oklahoma auf und studiert seit 2017 an der Oklahoma State University – Stillwater. Erste internationale Erfahrungen sammelte er im Jahr 2023, als er bei den Panamerikanischen Spielen in Santiago de Chile in 28:17,84 min die Goldmedaille im 10.000-Meter-Lauf gewann.

## Persönlichkeiten
- 3000 Meter: 7:58,57 min, 26. Februar 2022 in Ames
  - 3000 Meter (Halle): 8:07,28 min, 27. Februar 2021 in Lubbock
- 5000 Meter: 13:41,02 min, 10. April 2021 in Oxford
  - 5000 Meter (Halle): 13:25,84 min, 3. Dezember 2022 in Boston
- 10.000 Meter: 27:52,92 min, 9. Juni 2021 in Eugene